# Samuel Beardsley

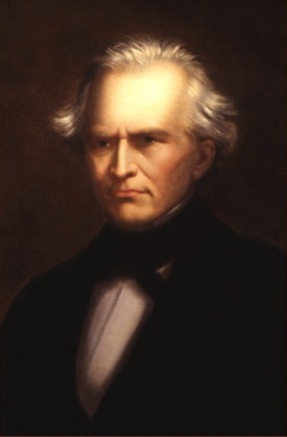
Porträt Samuel Beardsleys, um 1850

Samuel Beardsley (* 6. Februar 1790 in Hoosick, New York; † 6. Mai 1860 in Utica, New York) war ein US-amerikanischer Jurist und Politiker. Er vertrat zwischen 1831 und 1836 sowie in den Jahren 1843 und 1844 den Bundesstaat New York im US-Repräsentantenhaus.

## Werdegang
Samuel Beardsley wurde ungefähr sieben Jahre nach dem Ende des Unabhängigkeitskrieges in Hoosick im Rensselaer County geboren und wuchs dort auf. Er verfolgte eine akademische Laufbahn. Beardsley unterrichtete an einer Schule. Er studierte Jura in Rome. Während des Britisch-Amerikanischen Krieges diente er als Lieutenant und nahm 1813 an der Verteidigung von Sackets Harbor teil. Seine Zulassung als Anwalt erhielt er 1815 und begann dann in Watertown zu praktizieren. Er war Advokat in der Nationalgarde von New York. 1816 kehrte er nach Rome zurück, wo er seine Tätigkeit als Anwalt fortsetzte. Er war 1821 Staatsanwalt (prosecuting attorney). 1823 saß er im Senat von New York. Im selben Jahr zog er nach Utica im Oneida County. Er war zwischen 1823 und 1830 als Nachfolger von Jacob Sutherland United States Attorney für den nördlichen Distrikt von New York.
Politisch gehörte er zu jener Zeit der Jacksonian-Fraktion an. Bei den Kongresswahlen des Jahres 1830 für den 22. Kongress wurde Beardsley im 14. Wahlbezirk von New York in das US-Repräsentantenhaus in Washington, D.C. gewählt, wo er am 4. März 1831 die Nachfolge von Henry R. Storrs antrat. Im Jahr 1832 kandidierte er im 17. Wahlbezirk von New York für den 23. Kongress. Nach einer erfolgreichen Wahl trat er am 4. März 1833 die Nachfolge von John W. Taylor an. Er wurde wiedergewählt, trat allerdings am 29. März 1836 von seinem Sitz zurück. Während seiner letzten Amtszeit (24. Kongress) hatte er den Vorsitz im Justizausschuss (Committee on the Judiciary).
Er wurde 1836 zum Bezirksrichter ernannt. Zwischen 1836 und 1838 war er Attorney General von New York. In der folgenden Zeit schloss er sich der Demokratischen Partei an. Bei den Kongresswahlen des Jahres 1842 für den 28. Kongress wurde er im 20. Wahlbezirk von New York in das US-Repräsentantenhaus gewählt, wo er am 4. März 1843 die Nachfolge von Samuel Gordon antrat. Wegen einer Richterernennung trat er allerdings am 29. Februar 1844 von seinem Sitz zurück.
Beardsley wurde 1844 beisitzender Richter (associate judge) am New York Supreme Court. Er war dort bis 1847 tätig. Im letzten Jahr ernannte man ihn zum Chief Justice. Eine weitere Amtszeit lehnte er ab und ging dann wieder seiner Tätigkeit als Anwalt nach. Am 6. Mai 1860 verstarb er in Utica. Sein Leichnam wurde auf dem Forest Hill Cemetery beigesetzt. Ungefähr ein Jahr später brach der Bürgerkrieg aus.